# Vivir dos veces
Vivir dos veces es una película española de comedia y drama de 2019 dirigida por María Ripoll y protagonizada por Oscar Martínez, Inma Cuesta, Mafalda Carbonell y Nacho López.

## Sinopsis
Emilio, un profesor de matemáticas jubilado siente los primeros síntomas del alzhéimer y en cuanto va a visitarlo es descubierto por su hija Julia, una informante científica, que se ofrece a alojarlo en su casa.
Emilio no acepta, pero no podrá renunciar a la compañía de su pequeña nieta, Blanca, quien le da lecciones sobre el uso del celular, medio indispensable para mantenerse en contacto.
La niña, coja, inteligente y cínica, se une a su abuelo que empeora día a día. Viudo desde hace años, el hombre piensa con insistencia en Margarita, un inocente amor de niño, que nunca ha olvidado. Con la ayuda de su nieta, encuentra en internet que Margarita ha estado dando clases en Navarra.
Así que un día decide partir hacia Navarra en busca de alguien a quien no ve desde hace sesenta años. La niña insiste en acompañarlo, pero poco después, en una estación de servicio, la confusión de Emilio convence a un comerciante para que llame a la policía. Así llegan su hija Julia y su yerno Felipe, que al engañarla acaba también de destrozar su coche. Incluso el auto del abuelo está fuera de servicio, los cuatro se ven obligados a pasar la noche en el lugar. Julia lucha por aceptar los sentimientos de su padre por una mujer que no es su madre. Pero al día siguiente, en lugar de volver a Valencia, se dirige a Navarra, para complacer el deseo de su padre enfermo, que sólo quiere saber si esa mujer alguna vez pensó eso.
Las búsquedas son infructuosas pero, más tarde, Blanca descubre que Margarita, con su marido, ha vuelto a Valencia, en la casa junto al mar que recuerda Emilio. De nuevo con la complicidad de Julia, Emilio entra en esa casa, donde descubre que Margarita está enferma y con una demencia senil más grave que la suya. Sin embargo, antes de dejarla, de un bordado en el que estaba trabajando, tiene la prueba que estaba buscando.
Emilio empeora y se va a vivir con Julia que mientras tanto ha dejado a Felipe. En resumen, a pesar de los esfuerzos de su hija, el hombre se vuelve inmanejable y requiere tratamiento en un centro especial.
Ahora privado de memoria y conciencia del presente, entre decenas de invitados del pensionado, Emilio encuentra a Margarita y, junto a ella, pasa momentos románticos junto al mar.

## Reparto
- Oscar Martínez como Emilio.
- Inma Cuesta como Julia.
- Mafalda Carbonell como Blanca.
- Nacho López como Felipe.
- Isabel Requena como Margarita.
- Aina Clotet como Camarera.
- Antonio Valero como Lorenzo.
- María Zamora como Catalina.
- Hugo Balaguer como Pau.

## Premios
- 2020: Premios Forqué: Nominada al Premio al Cine y Educación en valores.[5]